# Krakoa
Krakoa is een personage/eiland uit de strips van Marvel Comics, die vooral wordt geassocieerd met de X-Men. Krakoa is letterlijk een “levend eiland”, een zelfbewust ecosysteem dat al het leven dat op het eiland thuishoort kan commanderen. De naam van het eiland is afgeleid van het bestaande eiland Krakatau (Engels: Krakatoa).
Hoewel Krakoa slechts eenmaal in de X-Men strips is verschenen, vormde het eiland wel de basis voor een van de meest invloedrijke X-Men strips:Giant-Size X-Men #1. Krakoa is direct verantwoordelijk voor de creatie van het nieuwe X-Men team bestaande uit leden uit allerlei landen en culturen.

## Biografie

### Giant-Size X-Men #1
Krakoa was oorspronkelijk een klein eiland in de Grote Oceaan, gelokaliseerd vlak bij een testlocatie voor nucleaire proeven. De straling gaf het eilands ecosysteem op een of andere manier een eigen bewustzijn.
In Giant-Size X-Men #1 werden de X-Men (toen bestaande uit Cyclops, Angel, Havok, Iceman (Marvel), Marvel Girl (Jean Grey) en Polaris) gevangen door Krakoa als voedselbron toen zij het eiland bezochten omdat Cerebro er een mutant had gelokaliseerd. Cyclops wist als enige te ontsnappen, maar kon zich niets herinneren. Om zijn X-Men te redden rekruteerde Professor X een nieuw team van mutanten: Nightcrawler, Storm, Sunfire, Thunderbird, Banshee en Wolverine. Wat geen van hen wist was dat Krakoa Cyclops expres had laten ontsnappen om meer mutanten te lokken. Tevens had Krakoa professor X telepathisch beïnvloed om een nieuw team samen te stellen uit ongetrainde mutanten in plaats van een meer ervaren team zoals de Avengers of de Fantastic Four om hulp te vragen.
Cyclops’ groep van nieuwe mutanten bevocht en versloeg verschillende onderdelen van het eiland. Het team vond de originele X-Men. Ook werd duidelijk dat Krakoa zelf de mutant was die Cerebro had opgepikt. Krakoa vormde een enorm mensachtig lichaam uit zijn terrein en bevocht zowel de oude als nieuwe X-Men. Met een combinatie van psychische aanvallen van professor X en energiestralen van Cyclops en Havok wisten ze Krakoa op afstand te houden. Storm gebruikte haar bliksem om Polaris’ magnetische krachten enorm op te voeren, waarna ze de aardkern kon manipuleren en een magnetische puls kon oproepen die Karkoa de ruimte in lanceerde.
Krakoa werd hierna waarschijnlijk gevonden voor studie door het kosmische wezen bekend als Stranger.

### X-Men: Deadly Genesis
In het verhaal X-Men: Deadly Genesis uit 2006 werden de gebeurtenissen uit Giant Sixe X-Men 1 opnieuw verteld, maar nu met een heel andere plot. Het werd onthuld dat veel gebeurtenissen van destijds eigenlijk illusies waren van Professor X, gemaakt om de waarheid te verhullen.
Er was, zo bleek, nog een tweede team van jonge mutanten dat Krakoa bevocht. Dit team bestond uit Petra, Darwin, Sway en Vulcan, Cyclops' tweede broer. Ze werden door Moira McTaggart eropuit gestuurd om de originele X-Men te helpen. Dit team wist Cyclops te bevrijden en naar Professor X te brengen (Cyclops was dus niet zelf ontsnapt of expres vrijgelaten door Krakoa zoals aanvankelijk werd aangenomen). Krakoa, die niet veel intelligenter was dan een dier, doodde echter Petra en Swan, en ook bijna Darwin en Vulcan. Xavier wiste alle herinneringen aan wat er werkelijk was gebeurd uit Cyclops’ geheugen en verving ze door de illusie dat Krakoa een intelligent sprekend eiland was.

## Krachten en vaardigheden
In zijn oorspronkelijke incarnatie (in Giant Sixe X-Men) was Krakoa een immens machtig wezen. Het kon zijn eigen flora en fauna beheersen en had sterke psychische krachten die zelfs die van Professor X evenaarden.
In de hervertelling uit 2006 bleek dat Krakoa in werkelijkheid een simpel organisme was, niet veel intelligenter dan een dier.

## Ultimate Krakoa
In het Ultimate Marvel universum is Krakoa een normaal eiland vlak bij Genosha, waarop de TV magnaat Mojo zijn gruwelijke tv show Hunt for Justice maakt. In deze show worden mutanten opgejaagd tot de dood.